# 卡罗尔县 (密苏里州)
卡罗尔县（英語：Carroll County）是美國密蘇里州西北部的一個縣，南界密蘇里河。面積1,819平方公里。根據美國2000年人口普查，共有人口10,285。縣治卡羅爾頓。
成立於1833年1月2日，縣名紀念卡羅爾頓的查爾斯·卡羅爾 （Charles Carroll of Carrollton），《美國獨立宣言》簽署者中唯一的天主教徒及最晚去世者。